# Fredrik Bjerrehuus
Fredrik Holmquist Bjerrehuus (* 14. Januar 1990 in Herning) ist ein ehemaliger dänischer Ringer, der im griechisch-römischen Stil im Leichtgewicht antrat. In seiner Karriere nahm er an fünf Weltmeisterschaften, fünf Europameisterschaften und je einmal an Olympischen Spielen und Europaspielen teil. Eine Medaille blieb ihm dabei jedoch verwehrt.

## Werdegang
Bjerrehuus begann im Alter von fünf Jahren mit dem Ringen. Seine ersten Weltmeisterschaften im Seniorenbereich waren die Titelkämpfe 2011 in Istanbul, wo er in seinem ersten Kampf knapp Vitali Rəhimov unterlag. Durch eine Erstrundenniederlage beim zweiten internationalen Qualifikationsturnier verpasste er die Teilnahme an den Olympischen Spielen 2012. Auch bei den Weltmeisterschaften 2014 schied er in der ersten Runde aus. Bei der erstmaligen Austragung der Europaspiele 2015 konnte er durch einen Sieg in der Hoffnungsrunde einen 9. Platz erreichen.
Das angestrebte Ziel, die Teilnahme an den Olympischen Spielen 2016 verpasste Bjerrehuus jedoch klar. Beim ersten internationalen Qualifikationsturnier verlor seinen ersten, beim zweiten internationalen Qualifikationsturnier seinen zweiten Kampf und erhielt somit auch keine Chance auf eine Teilnahme an den Wettbewerben in Rio de Janeiro. Die folgenden Jahre wurden jedoch die besten seiner Karriere. 2018 erreichte er einen 7. Platz bei den Europameisterschaften und einen 7. Platz bei den Weltmeisterschaften.
Durch einen fünften Platz bei den Weltmeisterschaften 2019 qualifizierte sich Bjerrehuus erstmals für die Olympischen Spiele in Tokio. Bei den wegen der COVID-19-Pandemie um ein Jahr verschobenen Spiele nahm er in Tokio als einziger Vertreter seines Landes teil. Seinen ersten Kampf gegen den Ukrainer Parwis Nassibow verlor er mit 1:5. Da dieser jedoch das Finale erreichte, erhielt Bjerrehuus in der Hoffnungsrunde noch eine Chance auf die Bronzemedaille. Mit einer Niederlage gegen Artjom Surkow vergab er die letzte Möglichkeit auf olympisches Edelmetall.
Seinen letzten internationalen Auftritt hatte Bjerrehuus bei den Nordic Championships im September 2021 in seiner Heimatstadt Herning. Mit einem Sieg bei seinem letzten Turnier beendete er dort seine Karriere, wo sie begann. Seit seinem Karriereende arbeitet Bjerrehuus unter anderem für den Weltringerverband als Kommentator.
Bjerrehuus ist mehrfacher dänischer Meister. In seiner aktiven Zeit startete er unter anderem auch für den RV Lübtheen in der Ringer-Bundesliga.